# 順化衛
順化衛是明代的一個衛所。衛指揮正三品。

## 沿革
- 永樂五年十一月丙寅，設交阯順化衛[1]。
- 永樂十二年六月庚戌，置交阯順化衛[2]。
- 永樂十二年九月丙子，置交阯順化衛經歷司經歷[3]。
- 永樂十五年六月丁酉，交阯順州人黎核、潘強等作亂，都督朱廣領軍剿，交州右衛指揮同知譚公政、順化衛指揮僉事吳葵等各以兵會殺，剿平之[4]。夏四月甲辰，賜敕褒諭陞交州右衛指揮同知譚公政為順化衛指揮使，賞鈔三百錠彩幣四表裏；吳葵順化衛指揮同知，賞鈔二百錠、彩幣三表裏[5]。
- 永樂十九年夏五月庚寅，議屯田分數，順化官軍三分屯田、七分備征守；土軍六分屯田、四分備征調，屯軍每人歲徵稻穀十八石[6]。
- 永樂二十一年秋七月丙午，交阯順化衛近因河水暴漲，漂沒府衛等衙門，壞城垣百四十餘丈，決堤岸一百餘丈，發軍民修治[7]。